# Counter’s Creek

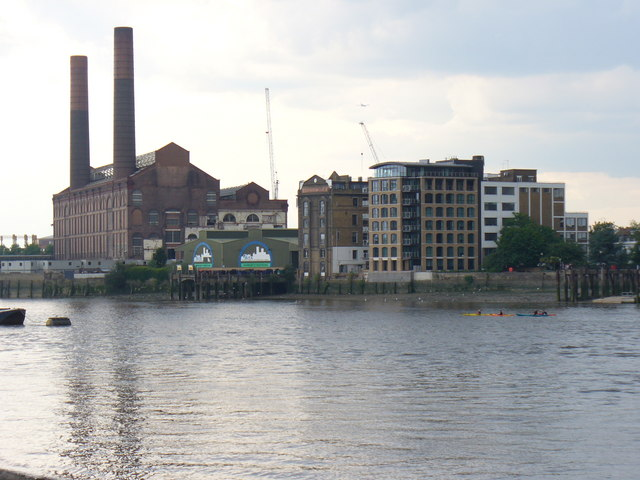
Lots Road Power Station, wo der Counter’s Creek als Chelsea Creek in die Themse mündet

Der Counter’s Creek (Chelsea Creek in seinem Unterlauf) ist ein Wasserlauf in London, England. Er entsteht am Kensal Green und fließt in südlicher Richtung bis zu seiner Mündung in die Themse. Er verläuft heute weitgehend unterirdisch. Sein letzter noch an der Oberfläche sichtbarer Abschnitt befindet sich im Bereich des Chelsea Creek kurz vor seiner Mündung.

## Verlauf

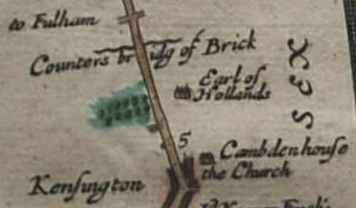
Eine Ziegelbrücke über den Counter’s Creek auf einer Karte aus dem Jahr 1675 von John Ogilby.

Der Counter’s Creek entstand am Kensal Green aus dem Zusammenfluss zweier kleiner Zuflüsse, die westlich von Ladbroke Grove und nahe der Latimer Road etwas südlich der St Quintin Avenue aufeinandertrafen. Er floss durch den Kensal Green Cemetery, Little Wormwood Scrubs in North Kensington und an Shepherd’s Bush auf der einen Seite und am Olympia in Kensington auf der anderen Seite vorbei. Dann floss er am Earls Court auf der einen Seite vorbei und durch West Brompton auf der anderen Seite.
Als ein Überrest gibt es noch einen Überlaufabflusskanal neben der Plattform 4 (Fahrtrichtung Olympia) der U-Bahn-Station West Brompton. Der Counter’s Creek passiert den Brompton Cemetery und die Anlage des FC Chelsea an der Stamford Bridge.
Dort, wo der Wasserlauf in die Themse mündet, ist die ehemalige Lots Road Power Station. Auf modernen Karten wird der von den Gezeiten beeinflusste Mündungsabschnitt als Chelsea Creek verzeichnet.

## Geschichte
Der Oberlauf des Wasserlaufs wurde als Billingswell Ditch, Pools Creek und Counters Creek bezeichnet. Im Mittelalter war er als Billingwell Dyche, abgeleitet von Billing’s Spring oder Billing’s Stream, bekannt. Er bildete die Grenze zwischen den Kirchgemeinden Kensington und Fulham. Im 18. Jahrhundert wurde der Name Counter’s Creek gebräuchlich, der von der Counter’s Bridge stammen soll, die den Wasserlauf am westlichen Ende der Kensington High Street überquerte. Diese wurde zuerst im 14. Jahrhundert als Countessesbrugge verzeichnet und mag nach Maud Ufford benannt worden sein, die nach der normannischen Eroberung den Herrensitz von Kensington hielt.
Stamford Bridge wird als Abwandlung von Samfordesbrigge verstanden und bedeutet „die Brücke an der sandigen Furt“, wo die Fulham Road den Wasserlauf überquert. Von 1824 bis 1828 wurde der Unterlauf in den Kensington-Kanal überführt. Dieser wurde in den 1830er Jahren von der Bristol Birmingham & Thames Junction Railway größtenteils unter die Erde verlegt, um von 1859 bis 1863 die West London Line aufzunehmen. Nur der Unterlauf blieb als Wasserlauf erhalten, um Kohle für das Sands-End-Gaswerk und später die Lots Road Power Station anliefern zu können.
Der Wasserlauf verlief im Westen von Little Wormwood Scrubs oberirdisch, wie es auf Karten aus der Zeit vor 1930 zu erkennen ist. In jener Zeit wurden Oberflächenwasserabflüsse eingerichtet, die den Abwasserkanälen zugeführt wurden. Sein Lauf wurde seit dem 19. Jahrhundert mit dem Aufkommen der Toilettenspülung dazu genutzt, ein Mischsystem einzurichten, das in die Themse führte.